# Natació al Campionat del Món de natació de 2013 – 100 m braça femení
Els 100 metres braça femení es van celebrar entre el 29 i 30 de juliol de 2013 al Palau Sant Jordi a Barcelona.

## Rècords
Els rècords del món abans de començar la prova:
| Rècord del món       | Jessica Hardy, Estats Units | 1:04.45 | Federal Way, EUA | 7 d'agost de 2009    |
| Rècord del campionat | Rebecca Soni, Estats Units  | 1:04.84 | Roma, Itàlia     | 27 de juliol de 2009 |

Durant el transcurs de la prova es van batre els rècords del món i dels campionats, fixant-los en els següents temps:
| Data         | Sèrie       | Nom             | País     | Temps   | Rècord |
| ------------ | ----------- | --------------- | -------- | ------- | ------ |
| 29 de juliol | Sèries      | Ruta Meilutytė, | Lituània | 1:04.52 | CR     |
| 29 de juliol | Semifinal 2 | Ruta Meilutytė, | Lituània | 1:04.35 | WR, CR |

## Resultats
NR: Rècord nacional
EU: Rècord europeu
WR: Rècord del món
CR: Rècord dels campionats
DNS: No presentada

### Sèries
| Posició | Sèrie | Carrer | Nom                       | País                           | Temps   | Notes     |
| ------- | ----- | ------ | ------------------------- | ------------------------------ | ------- | --------- |
| 1       | 7     | 4      | Rūta Meilutytė            | Lituània                       | 1:04.52 | Q, CR, EU |
| 2       | 7     | 5      | Jessica Hardy             | Estats Units                   | 1:05.18 | Q         |
| 3       | 5     | 5      | Yuliya Yefimova           | Rússia                         | 1:05.24 | Q, NR     |
| 4       | 6     | 4      | Rikke Møller Pedersen     | Dinamarca                      | 1:06.30 | Q         |
| 5       | 6     | 3      | Viktoriya Solnceva        | Ucraïna                        | 1:06.79 | Q, NR     |
| 6       | 5     | 4      | Breeja Larson             | Estats Units                   | 1:06.83 | Q         |
| 7       | 6     | 1      | Marina García             | Catalunya                      | 1:07.18 | Q, NR     |
| 8       | 7     | 3      | Jennie Johansson          | Suècia                         | 1:07.21 | Q         |
| 9       | 6     | 6      | Sally Foster              | Austràlia                      | 1:07.59 | Q         |
| 10      | 5     | 3      | Alia Atkinson             | Jamaica                        | 1:07.76 | Q         |
| 11      | 6     | 5      | Satomi Suzuki             | Japó                           | 1:07.79 | Q         |
| 12      | 5     | 1      | Fiona Doyle               | Irlanda                        | 1:07.88 | Q         |
| 13      | 5     | 7      | Petra Chocová             | Txèquia                        | 1:08.18 | Q, NR     |
| 14      | 7     | 6      | Moniek Nijhuis            | Països Baixos                  | 1:08.29 | Q         |
| 15      | 6     | 2      | Samantha Marshall         | Austràlia                      | 1:08.33 | Q         |
| 16      | 5     | 0      | Kim Janssens              | Bèlgica                        | 1:08.36 | Q, NR     |
| 17      | 7     | 7      | Sun Ye                    | R.P. de la Xina                | 1:08.49 |           |
| 18      | 4     | 3      | Amit Ivry                 | Israel                         | 1:08.52 | NR        |
| 19      | 7     | 8      | Lisa Fissneider           | Itàlia                         | 1:08.53 |           |
| 20      | 5     | 8      | Shi Jinglin               | R.P. de la Xina                | 1:08.59 |           |
| 20      | 7     | 9      | Jenna Laukkanen           | Finlàndia                      | 1:08.59 | NR        |
| 22      | 5     | 2      | Sophie Allen              | Regne Unit                     | 1:08.62 |           |
| 22      | 7     | 0      | Caroline Ruhnau           | Alemanya                       | 1:08.62 |           |
| 24      | 6     | 8      | Joline Höstman            | Suècia                         | 1:08.63 |           |
| 25      | 6     | 7      | Anna Belousova            | Rússia                         | 1:08.69 |           |
| 26      | 5     | 9      | Back Su-Yeon              | Corea del Sud                  | 1:09.11 |           |
| 27      | 5     | 6      | Kanako Watanabe           | Japó                           | 1:09.28 |           |
| 28      | 7     | 2      | Tera van Beilen           | Canadà                         | 1:09.45 |           |
| 29      | 7     | 1      | Michela Guzzetti          | Itàlia                         | 1:09.54 |           |
| 30      | 4     | 4      | Hrafnhildur Lúthersdóttir | Islàndia                       | 1:09.75 |           |
| 31      | 6     | 0      | Mariia Liver              | Ucraïna                        | 1:09.95 |           |
| 32      | 4     | 5      | Tara-Lynn Nicholas        | Sud-àfrica                     | 1:10.22 |           |
| 33      | 3     | 4      | Yvette Man Yi Kong        | Hong Kong                      | 1:10.37 |           |
| 34      | 4     | 6      | Julia Sebastian           | Argentina                      | 1:10.56 |           |
| 35      | 4     | 2      | Erica Dittmer             | Mèxic                          | 1:10.82 |           |
| 36      | 4     | 7      | Samantha Yeo              | Singapur                       | 1:11.17 |           |
| 37      | 4     | 1      | Siow Yi Ting              | Malàisia                       | 1:11.25 |           |
| 37      | 4     | 0      | Alona Ribakova            | Letònia                        | 1:11.25 |           |
| 39      | 6     | 9      | Beatriz Travalon          | Brasil                         | 1:11.39 |           |
| 40      | 4     | 9      | Caroline Reitshammer      | Àustria                        | 1:11.43 |           |
| 41      | 1     | 3      | Dariya Talanova           | Kirguizstan                    | 1:11.45 |           |
| 42      | 4     | 8      | Zuzana Mimovicova         | Eslovàquia                     | 1:11.67 |           |
| 43      | 3     | 5      | Ioana Alexandra Popa      | Romania                        | 1:11.81 |           |
| 44      | 3     | 7      | Daniela Lindemeier        | Namíbia                        | 1:12.06 |           |
| 45      | 3     | 3      | Ivana Ninković            | Bòsnia i Hercegovina           | 1:12.39 |           |
| 46      | 3     | 6      | Chen I-chuan              | Xina Taipei                    | 1:13.25 |           |
| 47      | 3     | 1      | Tatiana Chişca            | Moldàvia                       | 1:14.11 |           |
| 48      | 2     | 6      | Vanessa Rivas             | República Dominicana           | 1:14.77 | NR        |
| 49      | 3     | 8      | Evita Leter               | Surinam                        | 1:15.31 |           |
| 50      | 3     | 2      | Irene Chrysostomou        | Xipre                          | 1:15.45 |           |
| 51      | 2     | 3      | Barbara Vali-Skelton      | Papua Nova Guinea              | 1:16.03 |           |
| 52      | 3     | 0      | Jamila Lunkuse            | Uganda                         | 1:16.15 |           |
| 53      | 2     | 4      | Natalia Gomez             | Costa Rica                     | 1:16.96 |           |
| 54      | 2     | 7      | Lianna Swan               | Pakistan                       | 1:19.61 | NR        |
| 55      | 2     | 2      | Rachael Tonjor            | Nigèria                        | 1:19.81 |           |
| 56      | 2     | 5      | Chade Nersicio            | Antilles Neerlandeses          | 1:21.47 |           |
| 57      | 2     | 8      | Bonita Imsirovic          | Botswana                       | 1:21.97 |           |
| 58      | 2     | 1      | Mira Shami                | Jordània                       | 1:22.05 |           |
| 59      | 1     | 4      | Shne Joachim              | Saint Vincent i les Grenadines | 1:23.09 |           |
| 60      | 1     | 5      | Charmel Sogbadji          | Benín                          | 1:43.41 |           |
| 60      | 1     | 6      | Ramatoulaye Camara        | Guinea                         | 1:43.41 |           |
| 61      | 3     | 9      | Ngô Thị Ngọc Quỳnh        | Vietnam                        |         | DNS       |

### Semifinals

#### Semifinal 1
| Posició | Carrer | Nom                   | País          | Temps   | Notes |
| ------- | ------ | --------------------- | ------------- | ------- | ----- |
| 1       | 5      | Rikke Møller Pedersen | Dinamarca     | 1:05.99 | Q     |
| 2       | 4      | Jessica Hardy         | Estats Units  | 1:06.10 | Q     |
| 3       | 3      | Breeja Larson         | Estats Units  | 1:06.61 | Q     |
| 4       | 6      | Jennie Johansson      | Suècia        | 1:06.96 | Q, NR |
| 5       | 2      | Alia Atkinson         | Jamaica       | 1:07.63 |       |
| 6       | 1      | Moniek Nijhuis        | Països Baixos | 1:07.77 |       |
| 7       | 7      | Fiona Doyle           | Irlanda       | 1:07.81 |       |
| 8       | 8      | Kim Janssens          | Bèlgica       | 1:08.73 |       |

#### Semifinal 2
| Posició | Carrer | Nom                | País      | Temps   | Notes |
| ------- | ------ | ------------------ | --------- | ------- | ----- |
| 1       | 4      | Rūta Meilutytė     | Lituània  | 1:04.35 | Q, WR |
| 2       | 5      | Yuliya Yefimova    | Rússia    | 1:05.29 | Q     |
| 3       | 3      | Viktoriya Solnceva | Ucraïna   | 1:06.67 | Q, NR |
| 4       | 6      | Marina García      | Catalunya | 1:07.12 | Q, NR |
| 5       | 7      | Satomi Suzuki      | Japó      | 1:07.83 |       |
| 6       | 2      | Sally Foster       | Austràlia | 1:08.04 |       |
| 7       | 1      | Petra Chocová      | Txèquia   | 1:08.10 |       |
| 8       | 8      | Samantha Marshall  | Austràlia | 1:08.31 |       |

### Final
| Posició | Carrer | Nom                   | País         | Temps   | Notes |
| ------- | ------ | --------------------- | ------------ | ------- | ----- |
| 1       | 4      | Rūta Meilutytė        | Lituània     | 1:04.42 |       |
| 2       | 5      | Yuliya Yefimova       | Rússia       | 1:05.02 | NR    |
| 3       | 6      | Jessica Hardy         | Estats Units | 1:05.52 |       |
| 4       | 3      | Rikke Møller Pedersen | Dinamarca    | 1:05.93 |       |
| 5       | 2      | Breeja Larson         | Estats Units | 1:06.74 |       |
| 6       | 7      | Viktoriya Solnceva    | Ucraïna      | 1:06.81 |       |
| 7       | 8      | Marina García         | Catalunya    | 1:07.08 | NR    |
| 8       | 1      | Jennie Johansson      | Suècia       | 1:07.41 |       |